# Orosz Árpád
Orosz Árpád (Szentes, 1926. január 16. – 2022. május 1.) magyar építőmérnök, egyetemi tanár, 14 éven át a Budapesti Műszaki Egyetem Vasbetonszerkezetek Tanszékének vezetője.

## Élete

### Korai évek
1944-ben szovjet hadifogságba került, ahonnan csak öt évvel később, 1949-ben tért haza. Ezt követően beiratkozott a Műegyetem Mérnöki Karára, ahol évfolyama egyik legkiválóbb hallgatója lett; kitűnő minősítéssel diplomázott. 1953-ban, friss oklevele birtokában a MÁV Hídépítő Üzemi Vállalathoz került beosztott mérnöknek, ott dolgozott 1956-ig.

### Egyetemi pályafutása
Ebben az évben egyetemi állást kapott: a II. Sz. Hídépítéstani Tanszék tanársegéde lett, 1959-ben pedig akadémiai tudományos fokozatot is szerzett. A következő években egyetemi adjunktus, majd egyetemi docens, végül az 1980-as években egyetemi tanár lett. 1977-ben tanszékvezetői megbízást nyert el a Vasbetonszerkezetek Tanszéken, e tisztségét 1991-ig viselte. 1995-ben nyugdíjazták, de emeritált professzorként haláláig dolgozott az 1990-es években Hidak és Szerkezetek Tanszéke névre keresztelt tanszéken.

### Kutatói tevékenysége
Főbb kutatási területeit együttdolgozó szerkezetek, ipari és mezőgazdasági vasbeton építmények, vasbeton tartószerkezetek és vízépítési műtárgyak képezték, de foglalkozott a vasbetonszerkezetek zsugorodásával és kúszásával, vasbetonszerkezetek hibáinak javításával, azok megerősítési módszereinek kidolgozásával, sőt mélygarázsok tervezésével is. Előadásait is főképp ezen témakörökben tartotta, nappali és a szakmérnöki tagozatokon egyaránt. Részt vett az angol nyelvű oktatásban is. Ipari munkája leginkább a silók, tárolóbunkerek, folyadéktartályok területére terjedt ki. Szaktudását több tervezőiroda és építővállalat szakértőjeként, illetve szaktanácsadóként is hasznosította, vasbeton és faszerkezetű építmények tervezése és kivitelezése terén egyaránt.

### Társadalmi megbízatásai
Társadalmi jellegű tevékenysége eleinte főleg az egyeteme és az Építőmérnöki Kar különböző bizottságában betöltött funkcióira terjedt ki, de idővel tagja lett az MTA műszaki mechanikai bizottságának, az International Association for Shell and Spatial Structures (IASS) és az International Association for Bridge and Structural Engineering (IABSE) magyar tagozatának, továbbá a Közlekedéstudományi Egyesület Mérnöki Szerkezetek Szakosztálya és a Mérnöki Kamara Tartószerkezeti Tagozata vezetőségének is.

### Publikációi
Nevéhez jelentős számú publikáció fűződik, melyek tárgya elsősorban a kutatási témái által érintett kérdésekhez – vasbeton tartószerkezetek, tárolási célú vasbeton építmények, stb. – kapcsolódik. Több egyetemi jegyzet szerzője, két – Bölcskei Elemér társszerzőjeként írt – könyve a hazai szakirodalom hiánypótló művének tekinthető. Nemzetközi konferenciákon és tanulmányútjain angol, német és orosz nyelven is tartott előadásokat. Munkáját két érdemrend, számos érdemérem, kitüntetés és több más elismerés kísérte.

## Díjai, elismerései
- Munka Érdemrend bronz fokozata (1966)
- Jáky József-emlékérem (1973)
- Oktatásügy Kiváló Dolgozója (1975)
- Munka Érdemrend ezüst fokozata (1982)
- Széchenyi István-emlékplakett (1988)
- József Nádor-emlékérem (2001)
- Menyhárd István-díj (2005)